# Constantí Salusi II de Càller
Constantí Salusi II fou fill d'Orsoc Torxitori I al que va succeir com a jutge de Càller vers el 1089. No se sap la data en què va morir però fou després del 1090. Probablement el seu germà Torbè va usurpar el tron per un temps o bé fou associat per Constanti Salusi.
Es va casar a Jordina de Lacon-Gunale. Va tenir sis fills: Elena (morta abans del 1089), Marià Torxitori II de Càller, Orsoc (mort després del 1163), Itocor (mort passat el 1112), Sergi (mort vers el 1141, va deixar un fill, Constantí) i Vera (morta després del 1124).